# سیارک ۸۵۴۳
سیارک ۸۵۴۳ (به انگلیسی: 8543 Tsunemi، نامگذاری:1993XO1) هشت هزار و پانصد و چهل و سومین سیارک کشف شده‌است که در ۱۵ دسامبر ۱۹۹۳ کشف شد.
قدر مطلق سیارک برابر ۲۳.۴ است.